# 賈粲
贾粲（5世纪？—525年？），字季宣，酒泉郡人，南北朝北魏宦官。
贾粲博览群书、熟知典籍记载。太和年间，他因受案件牵连而遭受宫刑。魏宣武帝末年，他开始崭露头角，获得内侍的职位。之后，他从崇训丞逐步升任长兼中给事中、中尝药典御，又转任长兼中常侍，后来还担任了光禄少卿、光禄大夫。正光元年（520年），元叉、刘腾等人将灵太后幽禁于北宫，贾粲参与一同监视魏孝明帝的动向。正光二年（521年），右卫将军奚康生谋划刺杀元叉，却反被元叉设局诱杀。当时，灵太后与孝明帝一同登上宣光殿，贾粲欺骗太后，将孝明帝转移到东序，随后把太后幽禁在宣光殿。约在此时，贾粲自称是贾诩的后裔，并将家迁到武威郡。武威郡太守韦景秉承贾粲的旨意，提拔他的兄长贾绪为功曹。贾绪当时已年近七十，不久后担任西平郡太守，后来又接替韦景担任武威郡太守。孝昌元年（525年），灵太后重新掌权后，想要处置贾粲，但因贾粲未被视作元叉、刘腾一党，且朝廷担心处置他会引发宫内外动荡，于是作罢。贾粲被调任济州刺史，不久后，朝廷派武卫将军刁宣去将其杀害，贾粲的家产也被官府没收。